# James Desmarais
James Desmarais (* 4. Mai 1979 in Montreal, Québec) ist ein kanadischer Eishockeyspieler, der seit 2015 bei den Belfast Giants in der Elite Ice Hockey League spielt.

## Karriere
James Desmarais begann seine Karriere bei Lac St. Louis (QAAA) und spielte als Junior in der Québec Major Junior Hockey League für die Laval Titan sowie die Huskies de Rouyn-Noranda. Zu dieser Zeit wurde er beim NHL Entry Draft 1999 von den St. Louis Blues in der neunten Runde als 270. ausgewählt. In den drei Spielzeiten von 1999 bis 2002 war er in der American Hockey League für die Worcester IceCats, ein Farmteam der Blues, sowie für den Ligakonkurrenten Springfield Falcons aktiv. Außerdem stand der Kanadier in der United Hockey League für B. C. Icemen und in der East Coast Hockey League für die Peoria Rivermen, Arkansas RiverBlades, Reading Royals, Dayton Bombers und Greensboro Generals auf dem Eis. In der Saison 2002/03 wechselte erstmals zum italienischen HC Alleghe nach Europa. Nach einem Jahr in Italien kehrte er nach Nordamerika zurück, wo er erneut eine Saison mit zahlreichen Vereinswechseln erlebte. Neben einem erneuten Gastspiel in der AHL bei der Springfield Falcons, war er auch noch in der UHL bei den Adirondack IceHawks und in der Québec Semi-Pro Hockey League bei den Prédateurs de Granby aktiv. Die Saison 2004/05 absolvierte er im Trikot der Dragons de Verdun in der Ligue Nord-Américaine de Hockey.
In der Saison 2005/06 kehrte Desmarais nach Europa zurück und spielte für den HC Innsbruck in der Erste Bank Eishockey Liga. Er wurde drittbester Torschütze (35 Tore und 39 Assists) dieser Liga. Nach gescheiterten Verhandlungen mit dem HC Innsbruck verpflichtete er sich schließlich für die Saison 2006/07 für den Schweizer Zweitligisten HC Ajoie. Nach dem Ausscheiden aus den Playoffs unterschrieb James Desmarais für die restlichen Spiele beim Österreichischen Club EHC Black Wings Linz bis zum Ende der Saison und absolvierte am 23. März 2007 seine erste Partie für Linz. In der Saison 2008/09 wechselte Desmarais nach dem Ausscheiden des HC Ajoie für die Playouts zum EHC Biel.
Die Saison 2012/13 schloss er hinter Topscorer Marco Truttmann als zweitbester Punktesammler der National League B ab, beide kamen auf 84 Punkte in 50 Partien der Qualifikation. Desmarais, der mit 58 Assists erfolgreichster Vorlagengeber der Liga war, wurde zum Saisonende als wertvollster Spieler der zweithöchsten Schweizer Spielklasse ausgezeichnet.

## Erfolge und Auszeichnungen
- 1999 LHJMQ-Offensivspieler des Jahres
- 1999 CHL Second All-Star Team
- 2008 Bester Torschütze der National League B
- 2013 Topscorer der National League B
- 2013 Bester Vorlagengeber der National League B
- 2013 Wertvollster Spieler der National League B
- 2014 Meister der National League B mit dem EHC Visp
- 2015 Topscorer der National League B